# 佩氏梭大口魚
佩氏梭大口魚（学名：Luciosoma pellegrinii）为輻鰭魚綱鯉形目鲤科的其中一種。分布於亞洲婆羅洲東北部，體長可達17公分，棲息在底層水域。

## 扩展阅读
維基物種上的相關：佩氏梭大口魚